# Eleriin Haas
Eleriin Haas (Pärnu, 4 luglio 1992) è un'altista estone.

## Palmarès
| Anno | Manifestazione   | Sede       | Evento        | Risultato | Prestazione | Note                                     |
| ---- | ---------------- | ---------- | ------------- | --------- | ----------- | ---------------------------------------- |
| 2009 | Mondiali allievi | Bressanone | Salto in alto | 17ª (q)   | 1,74 m      |                                          |
| 2011 | Europei juniores | Tallinn    | Salto in alto | 11ª       | 1,77 m      |                                          |
| 2012 | Europei          | Helsinki   | Salto in alto | 18ª (q)   | 1,83 m      |                                          |
| 2013 | Europei indoor   | Göteborg   | Salto in alto | 14ª (q)   | 1,89 m      |                                          |
| 2013 | Europei under 23 | Tampere    | Salto in alto | 6ª        | 1,87 m      | Miglior prestazione personale stagionale |
| 2014 | Europei          | Zurigo     | Salto in alto | 7ª        | 1,94 m      | Miglior prestazione personale            |
| 2015 | Mondiali         | Pechino    | Salto in alto | 25ª (q)   | 1,85 m      |                                          |
| 2016 | Europei          | Amsterdam  | Salto in alto | 18ª (q)   | 1,85 m      |                                          |
| 2018 | Europei          | Berlino    | Salto in alto | 25ª (q)   | 1,76 m      |                                          |

## Altre competizioni internazionali
2009
- 7ª al Festival olimpico gioventù europea ( Tampere), salto in alto - 1,75 m
- Bronzo alle Gymnasiadi ( Doha), salto in alto - 1,81 m